# 楊渤
楊渤（1363年—？），字啔隆，江西臨江府清江縣人，民籍，明朝政治人物。進士出身。

## 生平
府學生，江西鄉試第三十名。建文二年（1400年）庚辰科會試第五十名，殿試登進士三甲。

## 家族
曾祖楊春、祖父楊括壽，父亲楊廷正。
永乐元年，安南国王派人朝贺，朱棣发现朝贺文书上安南国王已不姓陈，而是姓胡，且自称陈氏无后，自己是陈氏外甥，请大明皇帝册封。朱棣遂派杨渤赴安南探访。由于某些未知原因，杨渤探访后报告安南国王所说属实。但其后证实杨渤说谎。